# Maria Canals-Barrera
Maria Pilar Canals-Barrera (Miami, 28 settembre 1966) è un'attrice statunitense.

## Biografia
Nasce a Miami, in Florida, da una famiglia di immigrati cubani di origini catalane. Ha ricevuto la laurea in recitazione presso l'università di Miami, la Miami's Drama School, e ha lavorato in molti teatri della città e di Los Angeles. Ha fatto il suo debutto nel 1993 nella serie televisiva Key West e ha fatto un'apparizione in Popular, interpretando una prostituta di nome Candy Box.
Ha guadagnato molti elogi dai fan per il suo ruolo in Justice League Unlimited; ha inoltre avuto una parte in Static Shock, nei panni della reporter Shelly Sandoval, e come Paulina in Danny Phantom.
Ha partecipato alla serie televisiva George Lopez nel ruolo di Claudia Palmero e ha prestato la voce per la serie tv La famiglia Proud, un cartone animato mandato in onda dalla Disney dal 2001 al 2005.
Dal 2007 al 2012 ha interpretato Theresa Russo in I maghi di Waverly, insieme a Selena Gomez, David Henrie, Jake T. Austin e David DeLuise.
Ha anche recitato in Camp Rock nella parte di Connie Torres, madre di Mitchie Torres (Demi Lovato), e successivamente nel sequel Camp Rock 2: The Final Jam.

## Filmografia parziale

### Cinema
- Un piedipiatti e mezzo (Cop & ½), regia di Henry Winkler (1993)
- Mi familia (My Family), regia di Gregory Nava (1995)
- I perfetti innamorati (America's Sweethearts), regia di Joe Roth (2001)
- Bad Boy (Dawg), regia di Victoria Hochberg (2002)
- Il maestro cambiafaccia (The Master of Disguise), regia di Perry Andelin Blake (2002)
- Immagini - Imagining Argentina (Imagining Argentina), regia di Christopher Hampton (2003)
- L'amore all'improvviso - Larry Crowne (Larry Crowne), regia di Tom Hanks (2011)
- Night of the Hipsters, regia di Mauro Flores - cortometraggio (2013)
- God's Not Dead 2, regia di Harold Cronk (2016)
- Sweet Inspirations, regia di Brittany Yost (2019)
- The Merry Gentlemen, regia di Peter Sullivan (2024)

### Televisione
- I quattro della scuola di polizia (21 Jump Street) – serie TV, episodi 4x19 (1990)
- Super Force – serie TV, episodi 2x09-2x10 (1991)
- Corte tropical – serie TV, episodi 2x05 (1991)
- Marielena – telenovela, puntata 1x01 (1992)
- Key West – serie TV, 5 episodi (1993)
- Harlan & Merleen, regia di Burt Reynolds – film TV (1993)
- Viper – serie TV, episodi 1x08 (1994)
- La signora in giallo (Murder, She Wrote) – serie TV, episodi 10x21 (1994)
- Almost Perfect – serie TV, episodi 1x06 (1995)
- Goode Behavior – serie TV, episodi 1x06 (1996)
- The Tony Danza Show – serie TV, 14 episodi (1997-1998)
- Caroline in the City – serie TV, episodi 3x17 (1998)
- L'atelier di Veronica (Veronica's Closet) – serie TV, episodi 2x02 (1998)
- Beggars and Choosers – serie TV, 5 episodi (1999)
- That's Life – serie TV, episodi 1x05 (2000)
- Popular – serie TV, episodi 2x11 (2001)
- The Brothers Garcia – serie TV, episodi 2x01 (2001)
- American Family – serie TV, 5 episodi (2002)
- Miss Match – serie TV, episodi 1x10 (2003)
- Curb Your Enthusiasm – serie TV, episodi 4x04-4x05 (2004)
- George Lopez – serie TV, episodi 5x15 (2006)
- The Loop – serie TV, episodi 2x03 (2007)
- I maghi di Waverly (Wizards of Waverly Place) – serie TV, 106 episodi (2007-2012)
- Camp Rock, regia di Matthew Diamond – film TV (2008)
- I maghi di Waverly: The Movie (Wizards of Waverly Place: The Movie), regia di Lev L. Spiro – film TV (2009)
- Camp Rock 2: The Final Jam, regia di Paul Hoen – film TV (2010)
- Il ritorno dei maghi - Alex vs. Alex (The Wizards Return: Alex vs. Alex), regia di Victor Gonzalez – film TV (2013)
- Baby Daddy – serie TV, episodi 3x04 (2014)
- Cristela – serie TV, 22 episodi (2014-2015)
- Members Only, regia di R. J. Cutler – film TV (2015)
- A Bronx Life, regia di Phill Lewis – film TV (2016)
- L'uomo di casa (Last Man Standing) – serie TV, episodi 6x03 (2016)
- The Big Bang Theory – serie TV, episodi 10x08 (2016)
- Un matrimonio inaspettato (The Wedding Do Over), regia di W.D. Hogan – film TV (2018)
- Knight Squad – serie TV, episodi 1x08 (2018)
- Young & Hungry - Cuori in cucina (Young & Hungry) – serie TV, episodi 5x15 (2018)
- Le amiche di mamma (Fuller House) – serie TV, episodi 4x09 (2018)
- Lopez vs. Lopez – serie TV, episodio 1x04 (2022)
- The Morning Show – serie TV, episodi 3x02-3x03 (2023)
- I Maghi di Waverly - Ritorno a Waverly Place (Wizards Beyond Waverly Place) – serie TV, episodio 1x20 (2025)

## Doppiatrici italiane
Nelle versioni in italiano dei suoi lavori, Maria Canals Barrera è stata doppiata da:
- Francesca Guadagno in Immagini - Imagining Argentina, I maghi di Waverly, I maghi di Waverly: The Movie, Il ritorno dei maghi - Alex vs. Alex
- Monica Ward in Camp Rock, Camp Rock 2: The Final Jam
- Selvaggia Quattrini in Cristela
- Irma Carolina Di Monte in The Big Bang Theory
- Paola Majano in The Merry Gentlemen
- Emilia Costa in The Morning Show
- Patrizia Scianca in I Maghi di Waverly - Ritorno a Waverly Place